# ADDX
Pour les articles homonymes, voir Addx.
ADDX est un magazine de tuning automobile français créé en septembre 2001 par Emap France. Il a cessé sa publication après le no 96 du mois de septembre 2009.

## Historique
C'est l’équivalent français du mensuel anglais Max Power (magazine) (en) qui a atteint pendant près de dix ans des records de vente dans son pays, devant tous les journaux automobiles généralistes. Dans le même temps, en France, le magazine de tuning GTI Mag rencontrait un succès identique.
En 2001, fort de ce constat, le groupe de presse Emap décide de lancer le concept de Max Power dans l’Hexagone. Le nom Max étant déjà déposé par le magazine éponyme, Emap baptise sa revue ADDX, une contraction du terme anglais addict qui signifie « accro ». Il deviendra leader sur son segment dès sa deuxième année d’existence.

## Formule
Alors que ses concurrents se focalisent sur le marché de la personnalisation automobile en France, ADDX présente à ses lecteurs le tuning tel qu’il est pratiqué à l’étranger et plus particulièrement au Japon (par exemple le Tokyo Auto Salon,) et aux États-Unis (par exemple le SEMA Show ou le 24 Hours of LeMons (en)). Outre cette vision internationale, il apporte un ton éditorial décalé et humoristique. C’est également le premier magazine du genre à offrir, chaque mois, un gadget gratuit ; planche d’autocollants, CD de musique ou DVD. Ce concept est à la base même de son succès.
Le magazine a d'autres rubriques comme ADDX Girls ou l'on voit chaque mois deux modèles-photos érotiques différents. Le magazine propose des tests (jeux, films, voitures, sono...). Le magazine est aussi un endroit pour les petites annonces. L'équipe réalise aussi des articles tutoriels ou encore plus judiciaire (comme sur le permis à points). Il y a notamment des rubriques humour comme des Top 10 ou encore les vidéos du mois.

## Diffusion
ADDX paraît le premier vendredi de chaque mois. Mensuel de référence de la presse automobile tuning, sa diffusion française payée moyenne certifiée par l’OJD est passée de 111 474 exemplaires en 2004 à 64 001 exemplaires en 2007. Devenu propriété du groupe de presse Mondadori Magazine France, il n’a jamais perdu sa place de numéro 1 avec près de 40 % de parts de marché. En 2009 cependant, le marché de la presse tuning s'effondre et le groupe Mondadori France se voit obligé d'arrêter sa publication.